# Tauriac (Lot)
Tauriac település Franciaországban, Lot megyében. Lakosainak száma 464 fő (2022. január 1.). Tauriac Bilhac, Liourdres, Bétaille, Carennac, Gintrac, Girac, Prudhomat és Puybrun községekkel határos.

## Népesség
A település népessége az elmúlt években az alábbi módon változott:
| Lakosok száma | 255  | 242  | 293  | 364  | 400  | 407  | 418  | 442  | 454  | 464  |
|               | 1968 | 1982 | 1990 | 2006 | 2013 | 2015 | 2017 | 2019 | 2020 | 2022 |